# Ügyek

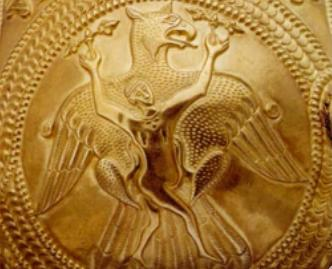
Emese i el Turul

Ügyek, príncep d'Hongria (segona meitat del segle viii-primera meitat del segle ix), segons les cròniques hongareses, marit d'Emese i pare del príncep Álmos. Governà els magiars a finals del segle ix i els conduí a través d'Euràsia en direcció a Europa.
Segons la llegenda, el seu fill Álmos hauria nascut després que Turul, l'au mítica dels hongaresos precristians, se li hagués aparegut a Emese, mare del príncep i hagués augurat grans èxits futurs per a ell i els seus descendents. Després de la mort d'Ügyek, el seu fill Álmos ocupà el tron del principat hongarès pels volts del 854.